# Phaeostigma (Magnoraphidia) flammi
Phaeostigma (Magnoraphidia) flammi is een kameelhalsvliegensoort uit de familie van de Raphidiidae. De soort komt voor in Griekenland.
Phaeostigma (Magnoraphidia) flammi werd voor het eerst wetenschappelijk beschreven door H. Aspöck & U. Aspöck in 1973.